# Leichtathletik-Halleneuropameisterschaften 2019/Teilnehmer (Georgien)
| Gelbes Symbol für Goldmedaillen mit stilisierten Olympischen Ringen | Graues Symbol für Silbermedaillen mit stilisierten Olympischen Ringen | Braundes Symbol für Bronzemedaillen mit stilisierten Olympischen Ringen |
| ------------------------------------------------------------------- | --------------------------------------------------------------------- | ----------------------------------------------------------------------- |
| —                                                                   | —                                                                     | —                                                                       |

Aus Georgien startete ein Athlet bei den Leichtathletik-Halleneuropameisterschaften 2019 in Glasgow.

## Ergebnisse

### Männer

#### Sprung/Wurf
| Athlet              | Disziplin   | Qualifikation | Qualifikation | Finale             | Finale             |
| Athlet              | Disziplin   | Weite         | Platz         | Weite              | Platz              |
| ------------------- | ----------- | ------------- | ------------- | ------------------ | ------------------ |
| Giorgi Mudscharidse | Kugelstoßen | 19,46 m       | 16            | nicht qualifiziert | nicht qualifiziert |